# Торпедо (Одеса)
«Торпе́до» — радянський і український футбольний клуб з Одеси.

## Історія назв
- (19?? — 1973) — «Торпедо»
- (1973 — 1980) — «Шторм»
- (1980 — ) — «Торпедо»

## Досягнення
- Чемпіонат УРСР
  -  Чемпіон (1) — 1948

- Чемпіонат Одеської області
  -  Чемпіон (4) — 1963, 1965, 1974, 1990
  -  Срібний призер (7) — 1959, 1972, 1976, 1979, 1981, 1983, 1992
  -  Бронзовий призер (2) — 1975, 1986

- Кубок Одеської області з футболу
  -  Володар (1) — 1978,
  -  Фіналіст (2) — 1964, 1976

- Чемпіонат Одеси з футболу
  -  Чемпіон (17) — 1947, 1949, 1952, 1958, 1959, 1963, 1965, 1972, 1973, 1974, 1975, 1976, 1979, 1983, 1984, 1985, 1989
  -  Срібний призер (8) — 1948, 1953, 1954, 1977, 1978, 1980, 1988, 1990
  -  Бронзовий призер (2) — 1946, 1950

- Кубок Одеси з футболу
  -  Володар (9) — 1948, 1953, 1954, 1956, 1964, 1966, 1976, 1978, 1979
  -  Фіналіст (4) — 1957, 1972, 1977, 1988